# John Perry Barlow
John Perry Barlow (ur. 3 października 1947, zm. 7 lutego 2018 w San Francisco) – amerykański poeta, eseista, dawniej autor tekstów piosenek dla zespołu Grateful Dead. Razem z Johnem Gilmore'em i Mitchem Kaporem założył Electronic Frontier Foundation. Był wiceprzewodniczącym EFF board of directors i członkiem International Academy of Digital Arts and Sciences
Wśród jego tekstów znajdują się Deklaracja niepodległości cyberprzestrzeni i The Economy of Ideas.